# Jogos Olímpicos de Inverno de 1944
Os Jogos Olímpicos de Inverno de 1944 não foram realizados em razão da Segunda Guerra Mundial. Seria feito na cidade de Cortina na Itália.

## Artigos relacionados
- Lista dos Jogos Olímpicos da Era Moderna